# Crossocerus cetratus
Crossocerus cetratus är en stekelart som först beskrevs av William Edward Shuckard 1837.  Crossocerus cetratus ingår i släktet Crossocerus, och familjen Crabronidae. Arten är reproducerande i Sverige.